# Liisa Hyssälä

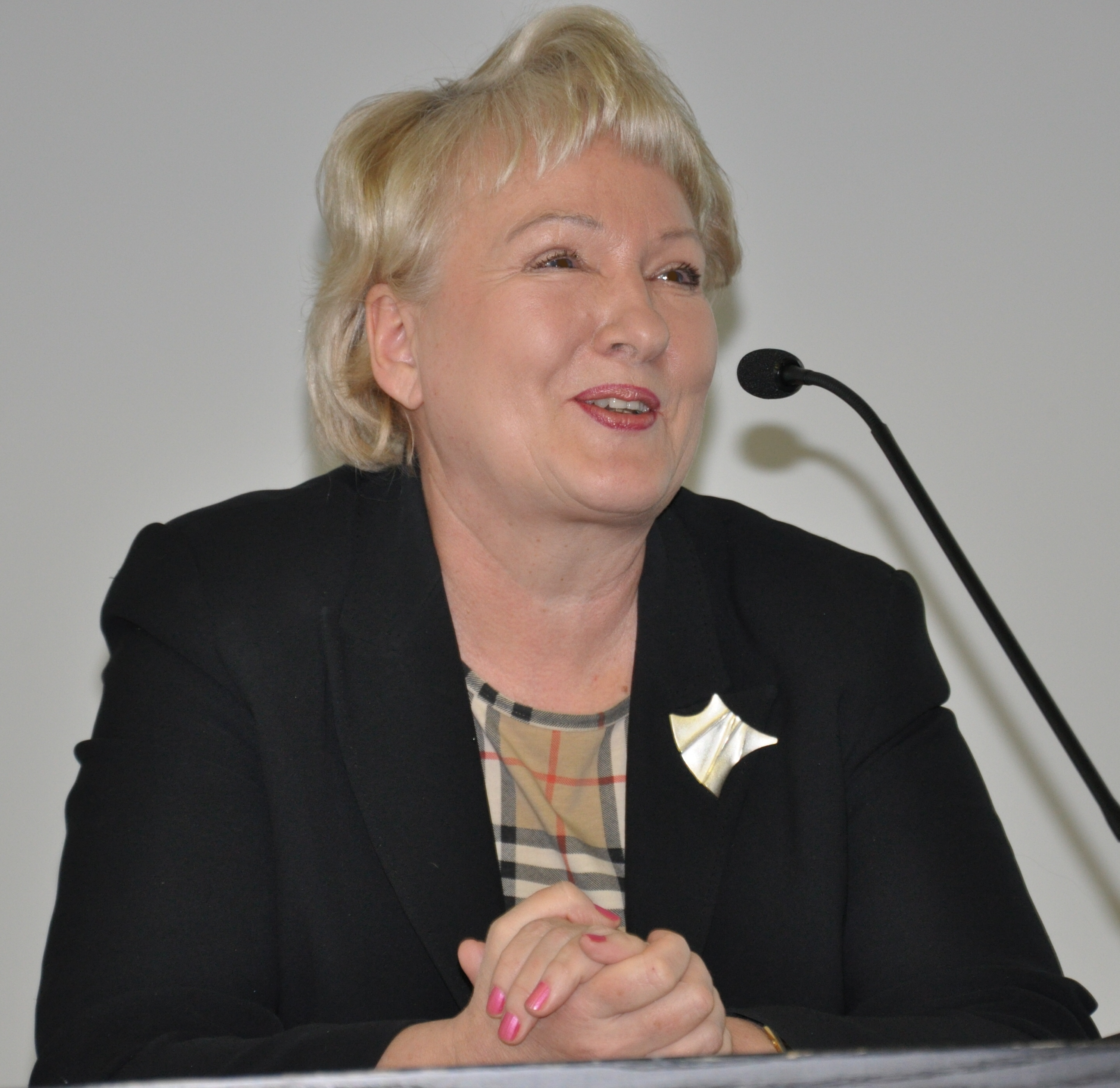
Liisa Hyssälä 2009.

Liisa Marja Hyssälä, född 18 december 1948 i Ijo, är en finländsk centerpartistisk politiker. Hon var riksdagsledamot 1995–2010, omsorgsminister 2003–2007 samt social- och hälsovårdsminister 2007–2010. Hon var även generaldirektör vid Folkpensionsanstalten 2010–2016. I den egenskapen har hon uttalat sig om planerna på pilotprojekt med basinkomst i Finland.

## Utmärkelser
- Kommendörstecknet av Finlands Vita Ros’ orden,  6 december 2004[2]

[Redigera Wikidata]